# Biberbach (Alsó-Ausztria)
Biberbach osztrák község Alsó-Ausztria Amstetteni járásában. 2023 januárjában 2327 lakosa volt. 

## Elhelyezkedése

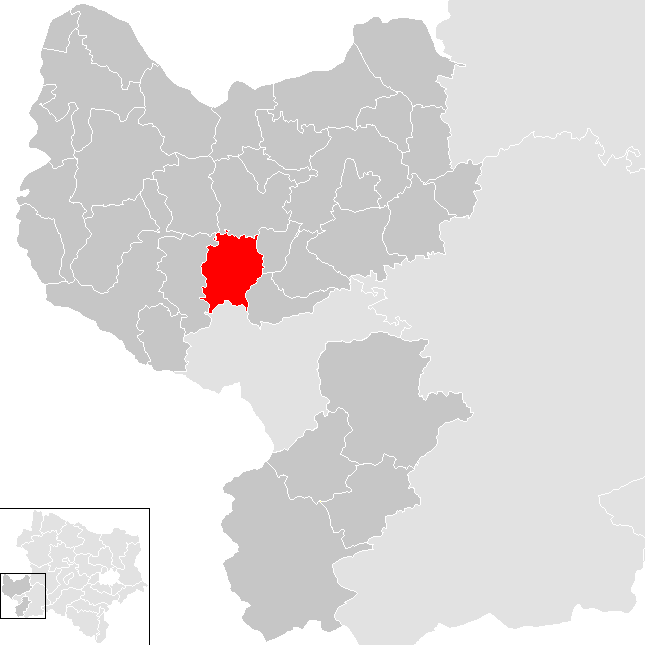
Biberbach az Amstetteni járásban

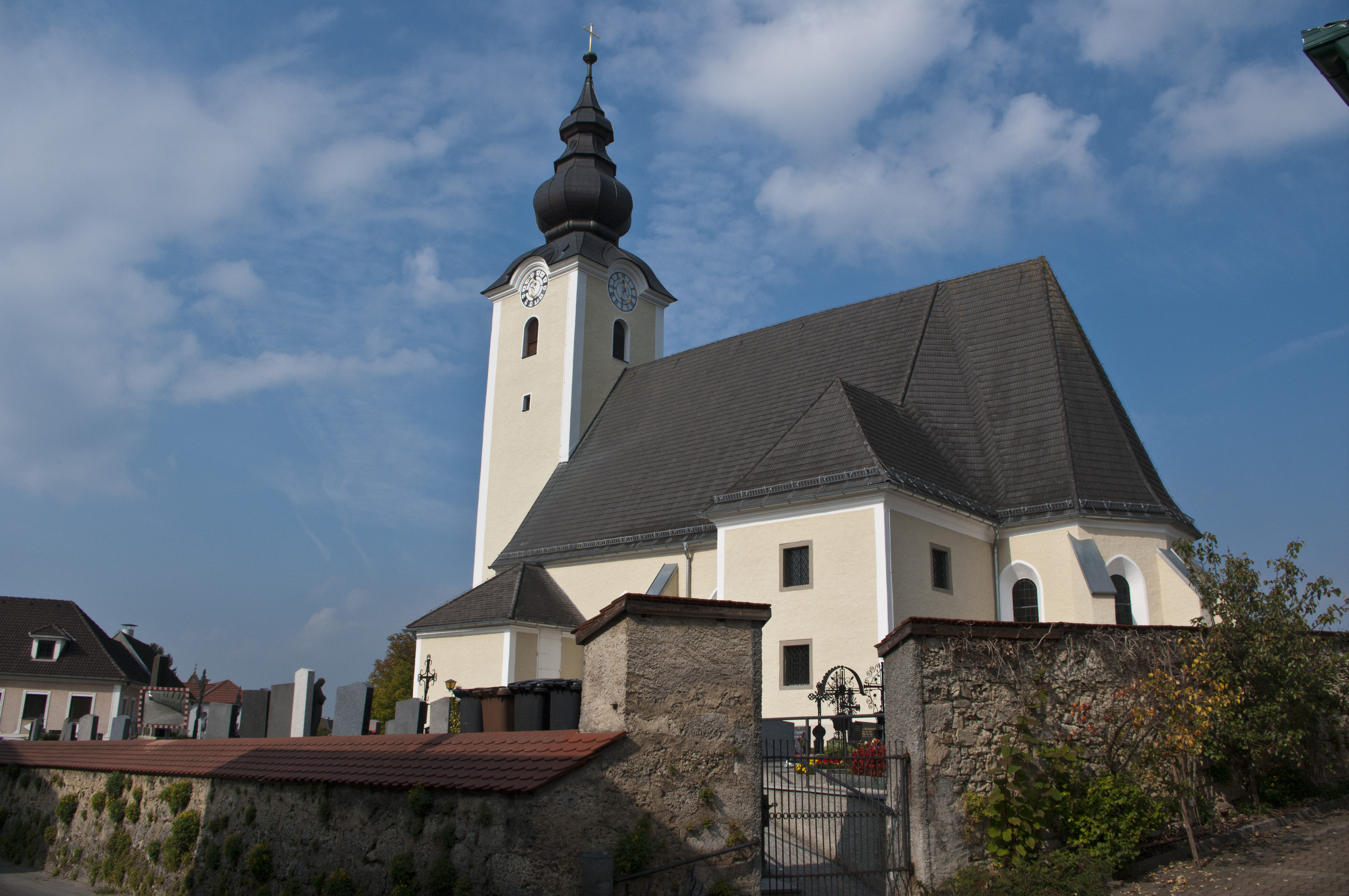
A Szt. István-plébániatemplom

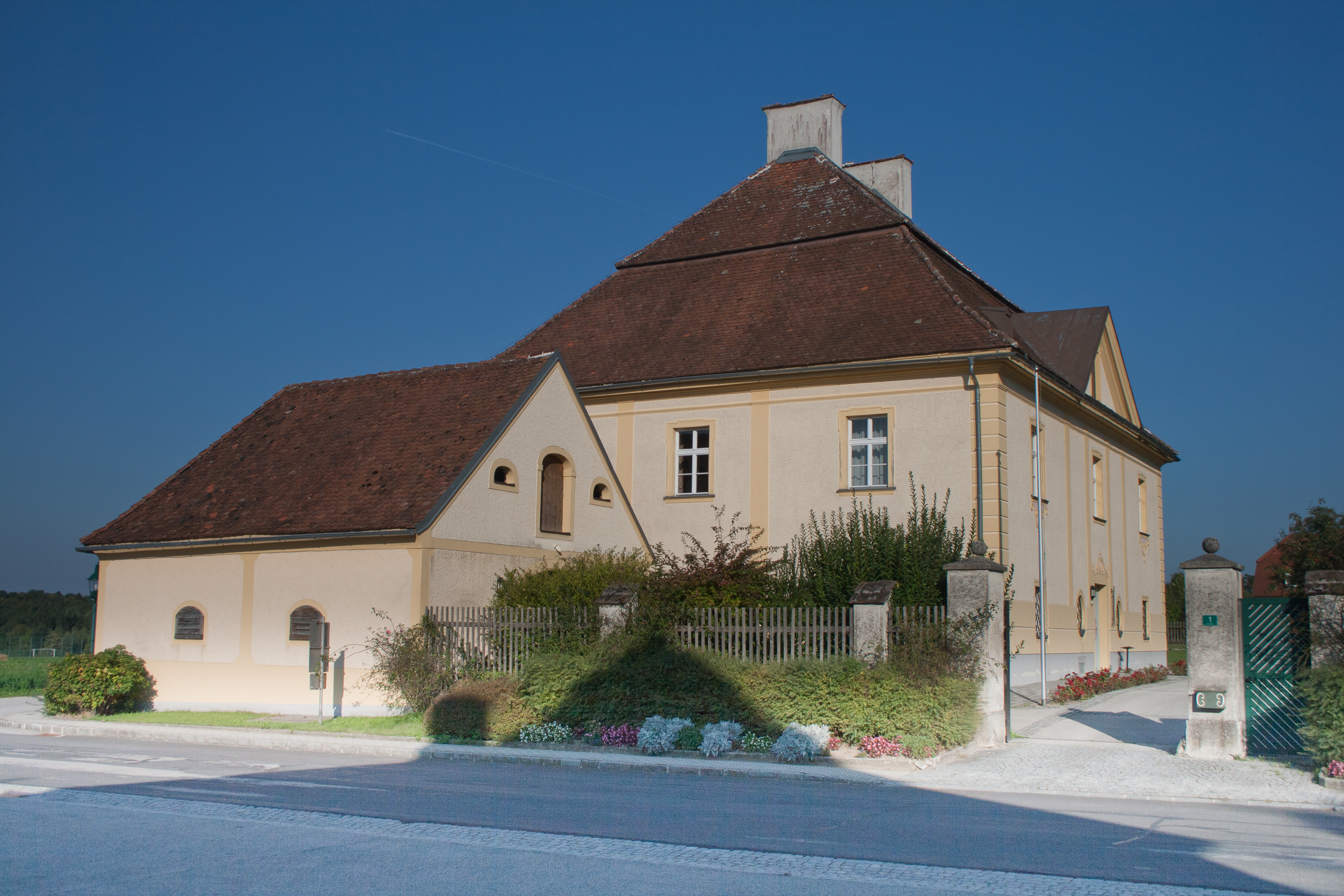
A 18. századi plébánia

Biberbach a tartomány Mostviertel régiójában fekszik az Ybbs és Url (a Duna jobb mellékfolyói) közötti dombságon, a Biberbach folyó mentén. Területének 17,8%-a erdő, 74,4% áll mezőgazdasági művelés alatt. Az önkormányzathoz egyetlen település és katasztrális község tartozik. 
A környező önkormányzatok: nyugatra Seitenstetten, északnyugatra Wolfsbach, északra Aschbach-Markt, keletre Kematen an der Ybbs, délkeletre Sonntagberg, délre Waidhofen an der Ybbs.

## Története
Biberbachot 1116-ban említik először, amikor Ulrich passaui püspök a seitenstetteni bencés kolostornak adományozta. 1312-től önálló egyházközséggel rendelkezik. Szent Istvánnak szentelt temploma 1500 körül nyerte el mai, késő gótikus külsejét. 
Bécs 1529-es ostromakor a portyázó törökök felégették a falut, 43 lakosát pedig legyilkolták. Bár különálló egyházközség maradt, leégett plébániáját a 18. század közepéig nem pótolták és a seitenstetteni apátságból látták el a lakosok lelki gondozását. A napóleoni háborúk során a franciák 1800-ban, 1805-ben és 1809-ben is megszállták. Az 1830-as években 26 házat, egy templomot és egy iskolát számláltak össze Biberbachban, a lakosok jószágállománya 5 lovat, 6 ökröt, 24 tehenet és 40 disznót számlált. Az 1848-as forradalmat követően megalakult a községi önkormányzat (melynek területe addig 28 különböző feudális uradalom között volt felosztva). A község 1979-ben kapta meg címerét. 

## Lakosság
A biberbachi önkormányzat területén 2023 januárjában 2327 fő élt. A lakosságszám 1961 óta gyarapodó tendenciát mutat. 2020-ban az ittlakók 98,4%-a volt osztrák állampolgár; a külföldiek közül 0,4% a régi (2004 előtti), 1,1% az új EU-tagállamokból érkezett. 2001-ben a lakosok 96%-a római katolikusnak, 1% evangélikusnak, 0,3% ortodoxnak, 0,4% mohamedánnak, 2% pedig felekezeten kívülinek vallotta magát. Ugyanekkor 3 magyar élt a községben; a legnagyobb nemzetiségi csoportokat a németeken kívül (98,2%) a horvátok alkották 15 fővel (0,7%).
A népesség változása:

| 2016 | 2 253 |
| 2018 | 2 270 |

## Látnivalók
- a Szt. István-plébániatemplom

## Testvértelepülések
- Beilngries (Németország)

## Fordítás
- Ez a szócikk részben vagy egészben  a   Biberbach (Niederösterreich) című német Wikipédia-szócikk ezen változatának fordításán alapul.  Az eredeti cikk szerkesztőit annak laptörténete sorolja fel. Ez a jelzés csupán a megfogalmazás eredetét és a szerzői jogokat jelzi, nem szolgál a cikkben szereplő információk forrásmegjelöléseként.